# Akregator
Akregator 是一個開放源碼的訊息來源聚合器。它同時支持RSS和Atom。信息可以依類型分類。Akregator將聚合所有訊息某一類型到一個單一的清單的新條目。例如，所有"政治"類型的新聞可以顯示在一個列表中。它有一個搜索功能，搜索在其數據庫中所有資料的標題。
Akregator可以配置為定期獲取訊息來源。用戶也可以手動的要求獲取所有訊息、個別的或那些在選定的類別。它支持訊息圖標和嵌入KHTML作為內部分頁 网页浏览器。 任何外部的瀏覽器也可以被使用。
Akregator是作為KDE 3.4的一部份開始發布，它是屬於 kdepim軟體包。